# 土井真一
土井 真一（どい まさかず、1966年7月16日 - ）は、日本の法学者。専門は憲法。京都大学教授。

## 略歴
- 1985年 - 滋賀県立膳所高等学校卒業
- 1989年 - 京都大学法学部卒業、同助手（学士助手）
- 1992年 - 京都大学大学院法学研究科助教授
- 2003年 - 京都大学大学院法学研究科教授
- 2010年 - 京都大学公共政策大学院（大学院公共政策連携研究部）教授
- 2013年 - 京都大学大学院法学研究科教授

## 著作

### 責任編集
- 『岩波講座　憲法4　変容する統治システム』（岩波書店、2007年）

### 共著
- （初宿正典、大石眞、松井茂記、市川正人、高井裕之、藤井樹也、毛利透、松本哲治、中山茂樹、土田健介）『憲法cases and materials憲法訴訟』（有斐閣、2007年）

### 共編
- （法教育推進協議会）『はじめての法教育Q&A』（ぎょうせい，2007年）
- （大村敦志）『法教育のめざすもの―その実践に向けて』（商事法務、2008年）
- （佐藤幸治）『判例講義憲法I　基本的人権』（悠々社，2010年）
- （佐藤幸治）『判例講義憲法II　基本的人権・統治機構』（悠々社，2010年）

## 論文
- 「人格的自律権に関する覚書」（佐藤幸治先生古稀記念論文集『国民主権と法の支配下』，2008年）
- 「佐藤教授の人格的自律権論―その意義と射程」（法律時報81巻11号，2009年）
- 「憲法判断の在り方―違憲審査の範囲及び違憲判断の方法を中心に」（ジュリスト1400号，2010年）
- 「人事行政の公正性―憲法第１５条の観点から」（人事院月報741号，2011年）
- 「法律上の争訟と行政事件訴訟の類型―在外日本国民選挙権訴訟を例として」（法学教室371号，2011年）
- 「行政上の義務の司法的執行と法律上の争訟」（法学教室374号，2011年）
- 「法の支配と違憲審査制」（論究ジュリスト2号，2012年）
- 「憲法訴訟の当事者適格論の検討」（法学教室384号，2012年）
- 「立法行為と国家賠償―2つの最高裁判例を読む」（法学教室388号，2012年）

## 社会的活動
- 中央教育審議会臨時委員（大学分科会法科大学院特別委員会、初等中等教育分科会教育課程部会、高大接続特別部会）
- 文部科学省・道徳教育の充実に関する懇談会委員
- 独立行政法人大学評価・学位授与機構法科大学院認証評価委員会専門委員
- 滋賀県教育委員
- 京都府個人情報保護審議会委員
- 京都府情報公開審査会委員
- 日本土地家屋調査士連合会顧問
- 法と教育学会副理事長